# Línea de alta velocidad Palencia-Reinosa
La línea de alta velocidad Palencia-Reinosa es una línea de alta velocidad (LAV) en construcción en España que unirá la ciudad de Palencia —la cual ya dispone de conexión por alta velocidad a través de la LAV Madrid-Palencia-León— con la localidad cántabra de Reinosa a través de una nueva plataforma para doble vía (optimizado con tramos en vía única) de ancho estándar. En este punto los trenes continuarán hasta Santander a través de la red convencional. La inversión estimada para la nueva conexión es de 1700 millones de euros (2022). En 2024 Adif evaluaba que la obra estaría finalizada en el año 2033.
Actualmente, el corredor ferroviario entre Palencia y Santander discurre por el mismo trazado por el que se puso en servicio la línea en el siglo XIX, salvo algunas rectificaciones que se han ido realizando con las diversas renovaciones de vía. Con la nueva infraestructura el tiempo de viaje del trayecto Madrid-Santander se pretende que sea de unas tres horas, frente a la 4 horas que se alcanza en estos momentos con la infraestructura actual y en el mejor de los casos.

## Trazado y características
La LAV ha sido diseñada exclusivamente para el tráfico de pasajeros, con una velocidad máxima de 350 km/h y una inclinación límite de la vía de 20 mm.
Para superar los desafíos presentados por la topografía montañosa se adoptó un enfoque integral al planificar la ruta de la nueva línea ferroviaria, dividiéndose en seis tramos, siendo el último, entre Alar del Rey y Reinosa, el de mayor complejidad técnica, con siete túneles y 20 viaductos que sortean áreas de gran valor ecológico y las vías de comunicación existentes (A-67, N-611 y la actual línea de ferrocarril Palencia-Santander), así como la remodelación de la estación de Aguilar de Campoo.
El proyecto de construcción ha establecido tramos de vía única alternados con tramos de doble vía, distribuidos de la siguiente manera:
- Desde el punto kilométrico (PK) 0,081 en Palencia hasta el PK 4,00 entre Villalobón y Fuentes de Valdepero, la plataforma se configura como vía única.
- Continúa con una plataforma de vía doble a lo largo de 37 km hasta Marcilla de Campos/Santillana de Campos.
- Desde el PK 41 hasta Alar del Rey (PK 78,630), la plataforma vuelve a ser de vía única, con la incorporación de una vía de apartadero para abordar incidentes en el área cercana al PK 65 en Calahorra de Boedo.
- La sección de Nogales de Pisuerga (Alar del Rey) a Reinosa es de doble vía, permitiendo velocidades de hasta 280 km/h en un tramo de 4 km, mientras que el resto del trayecto se mantiene a 250 km/h.

Un kilómetro antes de la estación de Reinosa se ha proyectado la instalación de un cambiador de ancho de vía, lo que permitirá a los trenes utilizar desde aquí la vía actual convencional en ancho ibérico hasta Santander. Paralelamente este tramo de vía convencional está siendo objeto de una renovación integral con obras entre las que destacan la renovación de la vía y la catenaria en la mayor parte del recorrido y la duplicación del trayecto Torrelavega-Santander.
Un aspecto crítico del diseño ha sido la consideración de las condiciones geológicas y los acuíferos presentes bajo las montañas. Las alternativas seleccionadas pretenden mitigar los impactos en estas áreas. El trazado se ha adaptado en planta y se ha elevado la rasante para evitar problemas similares a los experimentados en los túneles de Pajares. En dicho proyecto, las filtraciones de agua continuas generaron retrasos y costos adicionales en la construcción.

## Tramos
El 6 de noviembre de 2021 la entonces ministra de Transportes, Movilidad y Agenda Urbana, Raquel Sánchez, inaugura las obras de la línea de alta velocidad en el tramo entre Amusco y Osorno.

### Trayecto Palencia-Alar del Rey
El trayecto de nueva construcción comprendido entre Palencia y Alar del Rey tiene una longitud total de 78,4 km. La inversión prevista para este trayecto es de 650 millones de euros. Entre sus principales características destacan la velocidad máxima de diseño de 350 km/h, el ancho de vía estándar (1.435 mm) y la electrificación de 25 kV en corriente alterna. La salida de Palencia contempla la realización de un salto de carnero sobre el corredor de León.
En este trayecto se encuentran en obras los tramos: Palencia Norte-Amusco (20,8 km), Amusco-Osorno (21,9 km), Osorno-Calahorra de Boedo (20,7 km) y Calahorra de Boedo-Alar del Rey (13,7 km). Las obras del tramo inicial Palencia-Palencia Norte (1,3 km), que implicaba la construcción de un salto de carnero de un kilómetro de longitud con una pérgola de doce metros de altura a escasos metros de numerosas viviendas 42°1′28.09″N 4°32′43.28″O / 42.0244694, -4.5453556, se encuentran paralizadas por una sentencia judicial de mayo de 2025 que ordena el derribo todo lo construido y la reposición de los terrenos a su estado original.

### Trayecto Alar del Rey (Nogales de Pisuerga)-Reinosa
La prolongación del tramo de alta velocidad Palencia-Alar del Rey hasta la comunidad autónoma de Cantabria incluye los trabajos para la construcción una plataforma del nuevo trazado de alta velocidad (44,4 km), que albergará doble vía de ancho estándar en todo el recorrido; el baipás de acceso a Aguilar de Campoo (7 km), de vía única; y la remodelación de la estación de esta localidad para prestar los servicios de alta velocidad y el futuro incremento de viajeros.
El nuevo tramo discurrirá entre la localidad de Nogales de Pisuerga, en el municipio de Alar del Rey, y la estación de Reinosa, desde donde conectará con Santander a través de la red convencional, renovada y duplicada en algunos tramos. El cambio de ancho de vía, de internacional a ibérico, obligará a la instalación de un cambiador de ancho en el entorno del municipio cántabro de Matamorosa, antes del cruce con el río Híjar.
El proyecto de construcción de este nuevo trazado de alta velocidad se estructurará en tres subtramos, con parada en Aguilar de Campoo:
- Primer subtramo de 14 km entre Alar del Rey y Aguilar de Campoo.
- Segundo subtramo entre Aguilar de Campoo - Mataporquera (11,5 km) y el baipás de Aguilar de Campoo (7 km).
- El tercero subtramo de 18,9 km entre Mataporquera y Reinosa.

La inversión prevista para su conjunto se estima en unos 800 millones de euros.

### Estado de los tramos
Dado el considerable retraso en la construcción que lleva el tramo Alar del Rey-Reinosa respecto a los restantes, el Ministerio de Transportes anunció en 2024 que ADIF conectaría la línea de alta velocidad con la red convencional mediante un enlace a la altura de Nogales de Pisuerga con la construcción de dos nuevos viaductos y un cambiador de ancho, así como el desplazamiento hacia el este de la vía convencional durante 2,7 km para que comparta traza con la nueva conexión y minimice su impacto en el entorno. Esta actuación adicional, de 3,2 km, permitirá poner en servicio los tramos de alta velocidad ya construidos a la espera que finalice el de Alar del Rey-Reinosa.
| Tramo                             | Kilómetros | Estado                                                                 | Características          | Presupuesto               | Fecha de inicio   | Plazo de ejecución |
| --------------------------------- | ---------- | ---------------------------------------------------------------------- | ------------------------ | ------------------------- | ----------------- | ------------------ |
| Palencia - Palencia Norte         | 1,3        | Obras paralizadas por sentencia judicial                               | Plataforma de vía única. | 26,9 millones de euros    | Enero de 2023     | 30 meses           |
| Palencia Norte - Amusco           | 20,8       | En obras                                                               | Plataforma de vía doble. | 77,3 millones de euros    | Agosto de 2021    | 36 meses           |
| Amusco - Osorno                   | 21,9       | En obras                                                               | Plataforma de vía doble. | 79,2 millones de euros    | Julio de 2021     | 40 meses           |
| Osorno - Calahorra de Boedo       | 20,7       | En obras                                                               | Plataforma de vía única. | 93,5 millones de euros    | Diciembre de 2023 | 48 meses           |
| Calahorra de Boedo - Alar del Rey | 13,7       | En obras                                                               | Plataforma en vía doble. | 109,3 millones de euros   | Diciembre de 2023 | 36 meses           |
| Enlace de Nogales de Pisuerga     | 3,2        | Adjudicada la redacción del proyecto de construcción (enero de 2025)   |                          | 1,4 millones de euros     | -                 |                    |
| Alar del Rey - Reinosa            | 44,4       | Adjudicada la redacción del proyecto de construcción (octubre de 2024) |                          | ca. 800 millones de euros | -                 |                    |

Estos contratos corresponde únicamente a la construcción de la plataforma. 
En marzo de 2025, el Ministerio de Transportes comenzó las licitaciones para redactar los proyectos de diseño de la base desde donde se montarán las vías y la planificación de la electrificación en el tramo entre Palencia y Alar del Rey (78,4 km) y la conexión de Nogales (3,2 km). El presupuesto total de ambas licitaciones es de 2 millones de euros (IVA incluido).

## Modernización del tramo Santander-Reinosa
El actual trazado de la línea de ferrocarril Palencia-Santander data de 1866 sin apenas modificaciones, lo que limita significativamente las velocidades operativas. La velocidad máxima permitida varía a lo largo del recorrido, alcanzando los 155 km/h entre Palencia y Reinosa, reduciéndose a 90 km/h en el tramo más complejo y sinuoso entre Reinosa y Bárcena de Pie de Concha, y volviendo a los 155 km/h en el tramo final hacia Santander.
Tras un extenso debate sobre la viabilidad y el coste de un trazado completamente nuevo entre Reinosa y Santander, el cual debería atravesar la cordillera Cantábrica con una topografía muy complicada, se acordó que la alta velocidad alcanzaría únicamente hasta la localidad de Reinosa. El tramo restante, de 88 kilómetros entre Reinosa y Santander, se limitaría a una serie de mejoras en la línea de ferrocarril convencional. Con ello se persigue una mejora sustancial de la infraestructura ferroviaria existente, con el objetivo de incrementar la capacidad y velocidad de los servicios, pero sin alcanzar los estándares de velocidad propios de las líneas de alta velocidad.
Las actuaciones previstas en la mejora de la infraestructura, con una inversión de 139,7 millones de euros, se dividen en dos fases principales:
- Tramo Santander-Torrelavega: Este segmento de 29,5 km se encuentra actualmente (2024) en obras de duplicación de la vía existente.[actualizar]

- Tramo Torrelavega-Reinosa: Para este tramo de 58,5 km Adif aún debe realizar un estudio informativo que determine las mejoras técnicas a implementar, teniendo en cuenta la necesidad de mantener el servicio de Cercanías sin interrupciones.

La ejecución de este proyecto resulta fundamental para incrementar la capacidad de transporte ferroviario del puerto de Santander. La actual configuración de la vía, única y de uso compartido con el servicio de pasajeros, genera un cuello de botella que limita el flujo de mercancías y compromete la competitividad del puerto.